# تقنية الغشاء المغذي

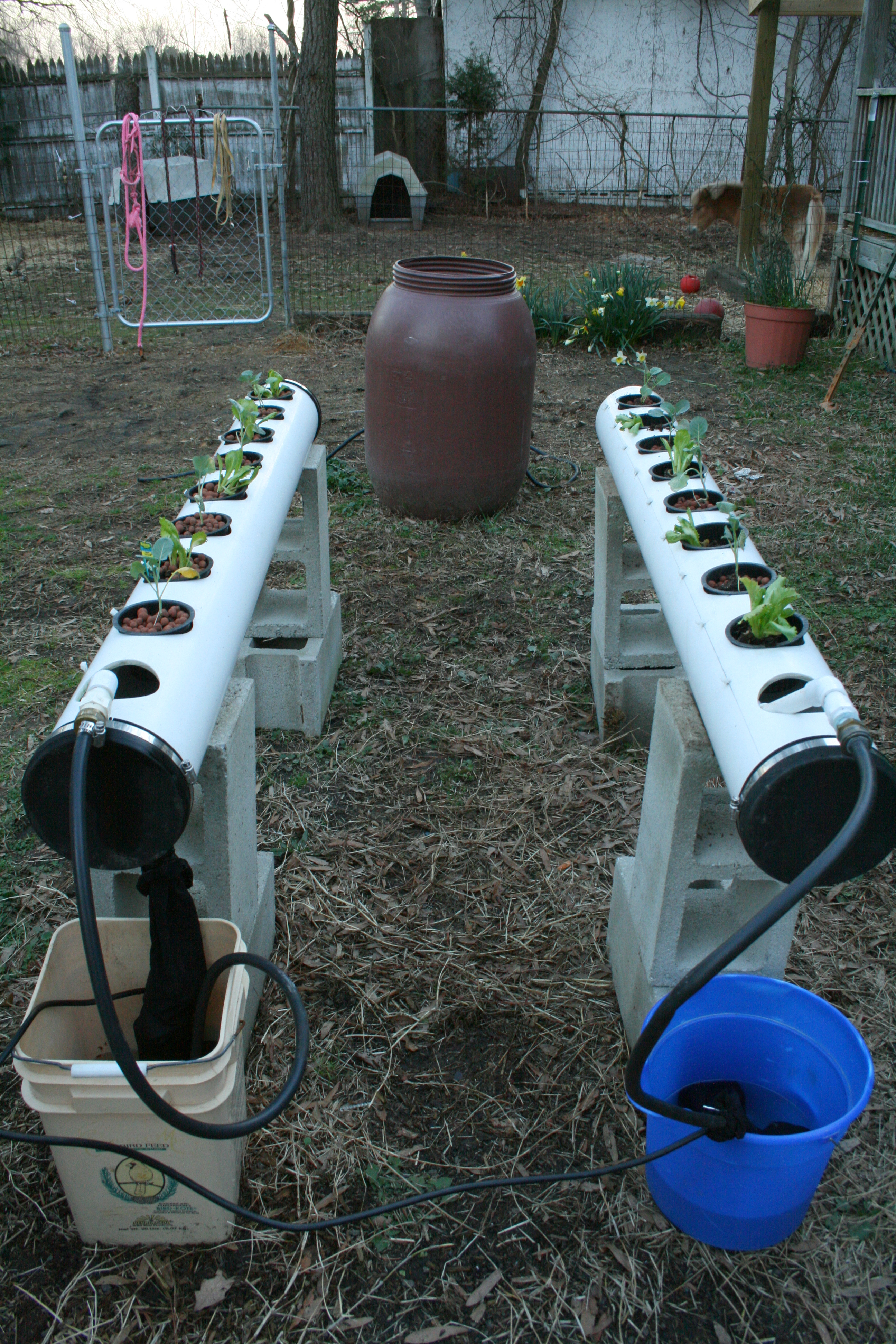
نموذج منزلي لنظام زراعي مائي بتقنية الغشاء المغذي.

تقنية الغشاء المغذي أو (NFT) هي تقنية الزراعة في الماء، يجري فيها إعادة تدوير تيار مائي ضحل جدًا يحتوي على جميع عناصر التغذية المذابة اللازمة لنمو النبات على الجذور المكشوفة للنباتات في أخدود مانع لتسرب الماء، يُعرف بالقناة أيضًا. وفي النظام المثالي، يجب أن يكون عمق التيار المائي الدائر ضحلاً للغاية، يزيد قليلاً عن غشاء من الماء، ومن هنا جاء اسم «الغشاء المغذي». وهذا يضمن وجود سطح علوي للحشوة السميكة للجذور، التي تنمو في قاع القناة، الذي يكون مكشوفًا في الهواء على الرغم من طبيعته الرطبة. وكنتيجة لهذا، يتم توفير كمية وفيرة من الأكسجين إلى جذور النباتات. يعتمد نظام NFT المصمم بشكل جيد على استخدام الميل المناسب للقناة ومعدل التدفق المناسب والطول المناسب للقناة. وتتمثل الميزة الأساسية التي يتمتع بها هذا النظام على حساب النماذج الأخرى من طرق الزراعة المائية في تعرض الجذور لكميات مناسبة من الماء والأكسجين والنباتات. وفي جميع أشكال الإنتاج الأخرى، يوجد هناك تعارض بين توفير هذه المتطلبات، حيث إن إمداد أحد هذه الأشكال بكميات زائدة أو ناقصة يتسبب في اختلال أحد هذه المتطلبات أو اثنين منها. بينما يوفر نظام NFT، بسبب تصميمه، نظامًا يمكن من خلاله توفير جميع هذه المتطلبات الثلاثة اللازمة لنمو النبات بصورة صحية في نفس الوقت، بشرط المداومة على تذكر المفهوم البسيط لنظام NFT وممارسته. وتؤدي هذه المزايا في نهاية الأمر إلى الحصول على إنتاج محاصيل أكثر بجودة أفضل على مدار فترة ممتدة من جني المحاصيل. ويكمن أحد عيوب نظام NFT في توفيره لمخزونات قليلة جدًا في مقابل انقطاعات التدفق، مثل انقطاعات الطاقة، ولكن بشكل عام فإن هذه التقنية هي إحدى التقنيات الأكثر إنتاجًا.
وتنطبق نفس خصائص التصميم على جميع أنظمة NFT التقليدية. فمع استحسان استخدام معدل ميل القنوات 1:100، إلا أنه من الناحية العملية يصعب بناء قاعدة للقنوات بشكل كافٍ لتمكين الأغشية المغذية من التدفق بدون التوقف في المناطق المضغوطة. وكنتيجة لهذا، فإنه يوصى باستخدام الجداول المائلة بمعدل 1:30 إلى 1:40. وهذا يتيح حدوث اضطرابات صغيرة في السطح، ولكن حتى في الجداول المنحنية قد يحدث ركود للماء وتوقفه عن التحرك. قد يتحقق الميل بدافع الأرضية أو بواسطة دعامات أو أرفف تعلق بها القنوات لتوفير الميل المطلوب. وتُستخدم كلتا الطريقتين، وتعتمدان على المتطلبات المحلية، التي يتم تحديدها غالبًا بواسطة متطلبات الموقع والمحصول.
وكمعلومة إرشادية عامة، يجب أن تكون معدلات التدفق لكل أخدود من الأخاديد بمقدار 1 لتر في الدقيقة. وأثناء الزراعة، قد تساوي معدلات التدفق نصف هذا المعدل، بينما يُعتبر معدل 2 لتر/دقيقة هو الحد الأقصى لهذه المعدلات. ترتبط معدلات التدفق فيما عدا هذين المستويين الممثلين للحد الأدنى والأقصى، في الغالب بمشاكل التغذية. وقد تمت ملاحظة معدلات النمو القاصر لمحاصيل عديدة عندما تجاوزت القنوات طول 12 مترًا. في المحاصيل سريعة النمو، أوضحت الاختبارات أنه عندما تكون مستويات الأكسجين كافية، فإنه قد يتم استنفاد النيتروجين عبر طول الأخدود. وكنتيجة لهذا، يجب ألا يتجاوز طول القناة من 10 إلى 15 مترًا. في المواقف التي يتعذر فيها هذا، قد يتم التخلص من قصور النمو من خلال وضع أداة تغذية في الأخدود وتخفيض معدلات التدفق إلى 1 لتر/دقيقة لكل نقطة إخراج .